# Pterotricha nomas
Pterotricha nomas är en spindelart som först beskrevs av Tord Tamerlan Teodor Thorell 1875.  Pterotricha nomas ingår i släktet Pterotricha och familjen plattbuksspindlar. Inga underarter finns listade i Catalogue of Life.